# Арктик
Арктик: Історія див на Північному полюсі (англ. Arqtiq: A Story of the Marvels at the North Pole) — феміністичний утопічний пригодницький роман, опублікований у 1899 році його авторкою Анною Адольф. Книга була одним із елементів великої хвилі утопічної та антиутопічної фантастики, що ознаменувала кінець XIX — початок XX століть.

## Жанр
«Арктик» поєднує в собі у кількох споріднених літературних жанрах і піджанрах свого часу, поєднує та інтегрує їх. Деякі письменниці застосовували феміністичні точки зору до утопічної фантастики. Одним із таких прикладів є «Нова Амазонія» Елізабет Корбетт. Кілька романів кінця ХІХ століття з нетерпінням чекали винаходу літака, як і книга Адольф; ці твори можна класифікувати, принаймні загалом або периферійно, як наукову фантастику. «Арктик» поєднує цю «літакову фантастику» з утопічним фемінізмом, так само, як Джонс і Мерчант у творі «Відкриваючи паралель».
«Арктик» також бере участь в екзотичних піджанрах порожнистої Землі або підземної фантастики та фантастики про загублений світ або втрачену расу. Подібно до «Мізори» Мері Лейн, «Арктик» Адольф додає пригодницькій фантастиці феміністичного забарвлення.
Історії про подорожі до Північного чи Південного полюсів повторювалися протягом ХІХ століття. Найвідомішим із них є «Розповідь Артура Гордона Піма з Нантакета» Едгара Аллана По.
Нарешті, Адольф описує свою історію як сон, пов'язуючи його з цілим набором фантазій, які використовують мотив сновидіння.

## Розповідь
У сюжеті «Арктик» фігурує жінка, яка винаходить літальний апарат, такий собі гібрид літака та повітряної кулі. Вона вирішує полетіти на ньому на Північний полюс у супроводі чоловіка, батька та друзів (персонажі засновані на власних стосунках автора). Після перетину континенту до Нью-Йорка вони подорожують на північ і досягають полюса. Спочатку вони сприймають лише плоску рівнину, оточену айсбергами; але оповідачка бачить кришталеве місто під льодом. Аеронавти приземляються і зустрічають мешканців, які називаються арки. Aрки підтримують культуру гендерної рівності та високих технологій. Спілкуванню сприяє телепатія арків; оповідачка незабаром розвиває ту саму психічну здатність. Незважаючи на свою ізоляцію, арки є побожними християнами.
Роман «Арктик» Адольф характеризують як «ексцентричний роман, що поєднує в собі елементи наукової фантастики та релігійного фундаменталізму», і «надзвичайно непослідовну» книгу, яка також торкається роботи Джона Сіммеса, місячного метеорита та «місяцевих людей, які є крихітними та огидними».